# Glyceria obtusa
Glyceria obtusa là một loài thực vật có hoa trong họ Hòa thảo. Loài này được (Muhl.) Trin. mô tả khoa học đầu tiên năm 1831.

## Hình ảnh

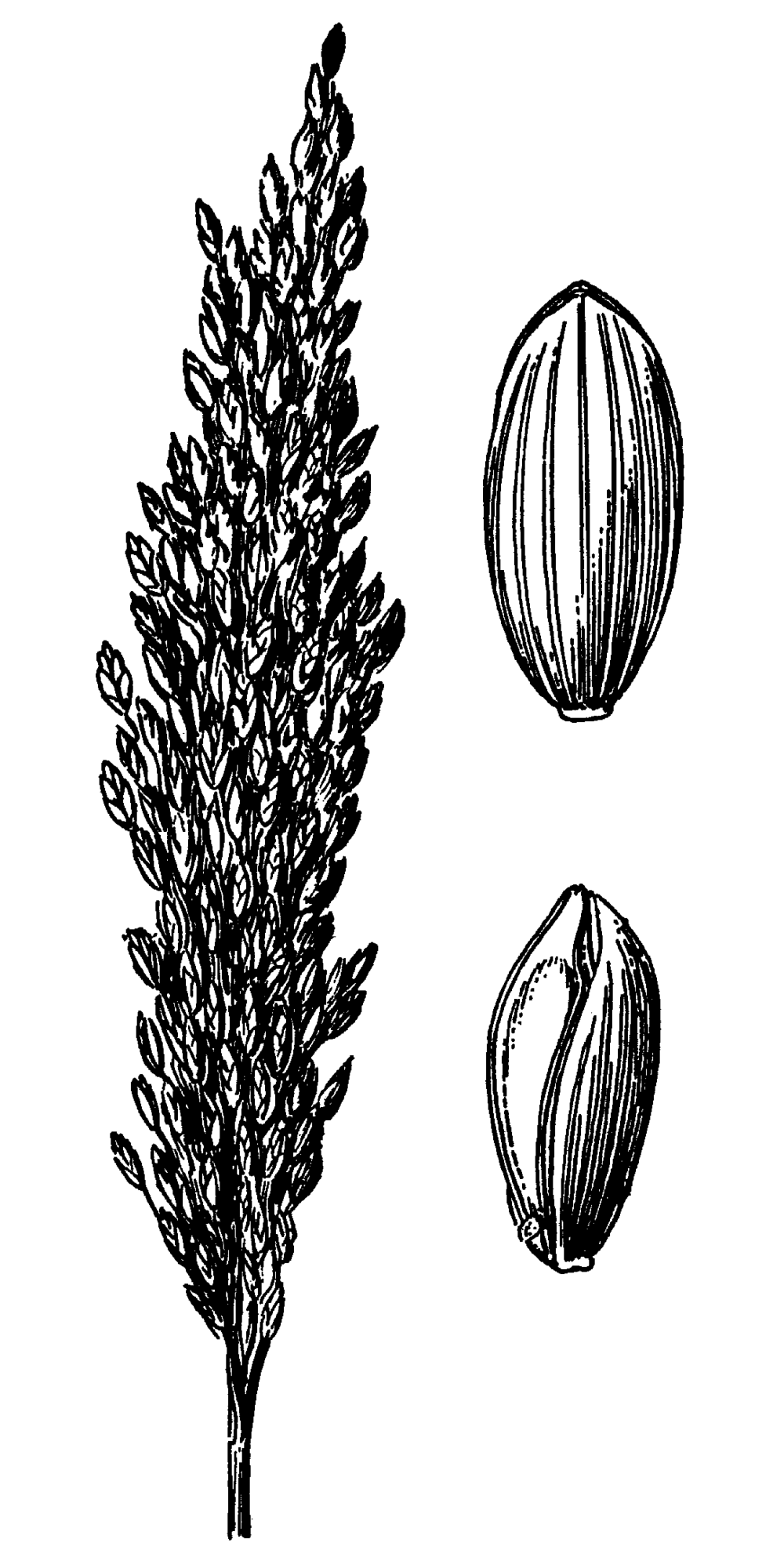